# 빈달루
빈달루(코카니어·힌디어: विंदालू) 또는 빈달류(포르투갈어: vindalho)는 인도 고아 지역의 커리이다. 포르투갈 음식인 카르느 드 비냐달류스를 인도 식으로 재해석한 음식이다.

## 같이 보기
- 포르투갈 소스